# Halsberger-Schildkröten
Die Halsberger-Schildkröten (Cryptodira) sind eine Unterordnung der Schildkröten. Ihr gemeinsames Merkmal ist die Fähigkeit, ihren Kopf senkrecht zur Panzeröffnung in einem S-förmigen Bogen einzuziehen.
Die Dorn- und Seitenfortsätze an ihren Halswirbeln sind stark zurückgebildet. Ihr Becken ist nicht mit dem Panzer verwachsen, sondern mit dem Bauchpanzer nur durch Bänder verbunden.
Die Halsberger-Schildkröten leben mit Ausnahme der Antarktis in allen Erdteilen, wobei für Australien nur die Papua-Weichschildkröte (Carettochelys insculpta) und die Meeresschildkrötenverwandten (Chelonioidea) beschrieben sind.
Die Cryptodira entwickelten sich während des Jura vor 180 Mio. Jahren und sind mit elf Familien heute noch vertreten.
Unter Einschluss fossiler Stammgruppenvertreter wird die Unterordnung je nach Autor enger oder weiter gefasst, im ersteren Fall heißt die Pan-Gruppe Cryptodiramorpha oder Pan-Cryptodira und die Kronengruppe wird Cryptodira genannt und im letzteren Fall wird die Kronengruppe, die die rezenten Cryptodira enthält, Polycryptodira genannt.

## Familien
- Sandownidae †

- Chelonioidea
  - Meeresschildkröten (Cheloniidae)
  - Lederschildkröten (Dermochelyidae)
  - Protostegidae †
- Chelydroidea
  - Alligatorschildkröten (Chelydridae)
  - Tabascoschildkröten (Dermatemydidae)
  - Schlammschildkröten (Kinosternidae)
- Testudinoidea
  - Neuwelt-Sumpfschildkröten (Emydidae)
  - Altwelt-Sumpfschildkröten (Geoemydidae)
  - Großkopfschildkröten (Platysternidae)
  - Landschildkröten (Testudinidae)
- Trionychoidea
  - Weichschildkröten (Trionychidae)
  - Papua-Weichschildkröten (Carettochelyidae)